# Halézie
Halézie (Halesia) (pojmenovaná podle anglického přírodovědce Stephena Halese, autora vynikajícího díla Vegetable staticks) je malý rod opadavých velkých keřů nebo malých stromů, řazených do čeledi sturačovité.

## Výskyt
Přirozeně roste na východě Asie (jihovýchodě Číny) a východě Severní Ameriky (jižní Ontario, Kanada jižní Florida a východní Texas, USA).Do Evropy byla halézie dovezena roku 1756, do Čech roku 1844, a to do pražské Královské obory.

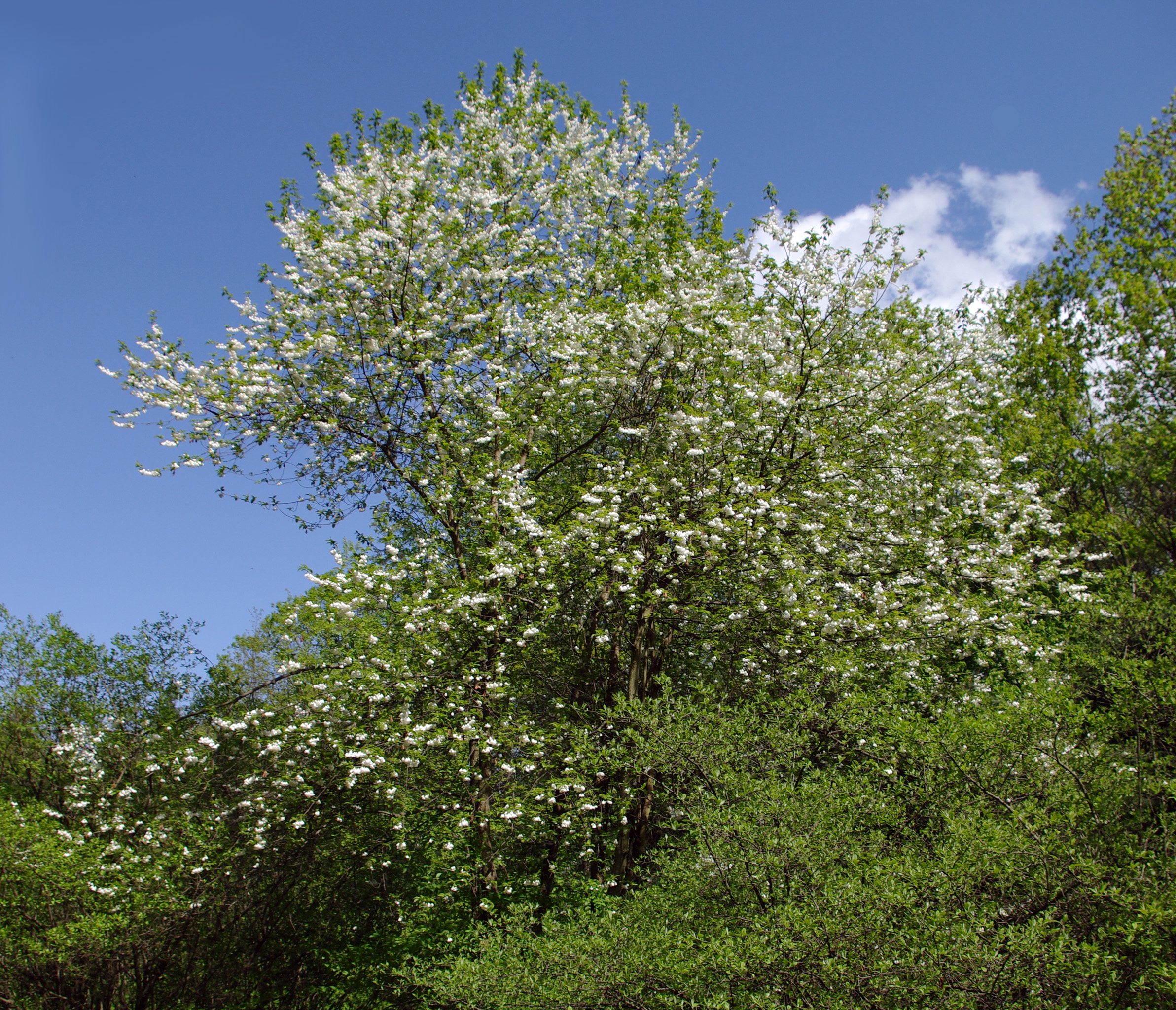
Habitus halézie stromovité

## Popis
Řídce stavěné keře , nebo stromy rostou do výšky 5–20 m (vzácně 39 m) a má střídavé jednoduše oválné listy 5–16 cm dlouhé a 3–8 cm široké. Květy jsou převislé, bílé, nebo narůžovělé, každý 1–3 cm dlouhý, 2-5 ve svazečku. Plody jsou kulaté suché peckovice 2–4 cm dlouhé, s dvěma nebo čtyřmi úzkými podélnými žebry nebo křídly.

## Zástupci
- halézie dvoukřídlá (Halesia diptera)
- halézie karolínská (Halesia carolina)
- halézie stromovitá (Halesia monticola)[2]

Halézie dvoukřídlá je nejvíce odlišná, snadno ji lze odlišit od ostatních druhů podle jejích dvoukřídlých plodů, ostatní druhy mají čtyřkřídlé plody.
Nejvyšším druhem je halézie stromovitá. Z Národního parku Great Smoky Mountains v Severní Karolíně je znám exemplář 39 metrů vysoký.

## Pěstování a použití
Halézie je populární ozdobný keř, nebo strom ve velkých zahradách a parcích, pěstují se její převislé formy, kvetoucí brzy na jaře. V našich podmínkách lze pěstovat Halesia carolina, Halesia diptera, Halesia monticola.

### Nároky
Při pěstování v mírném pásmu (ČR) roste Halesia carolina, Halesia diptera, Halesia monticola na slunci i v polostínu. Vhodná je propustná, humózní půda dobře zásobená vodou a živinami, pH neutrální až kyselé.

## Rozmnožování
Rozmnožuje se dřevitými řízky, bylinnými řízky, semeno na podzim do volné půdy, v zimě do hrnků v nevytápěné místnosti, očkováním,
 hřížením, řízkováním, nebo kopčením.

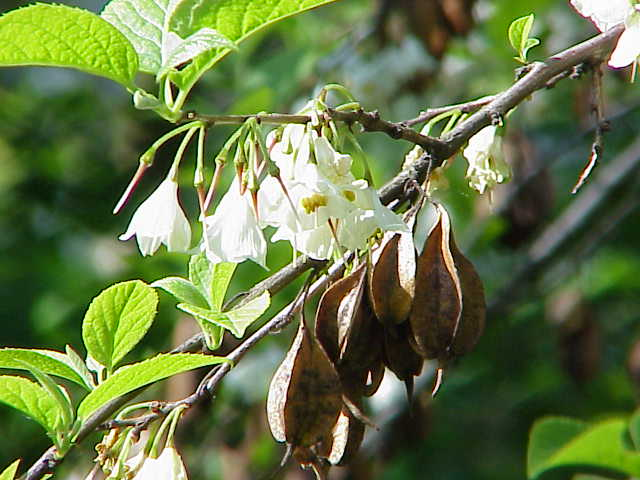
Halézie karolínská s květy a plody